# Distrito de Pión
El Distrito De Pion es uno de los diecinueve que conforman la provincia de Chota, ubicada en el departamento de Cajamarca, bajo la administración del Gobierno regional de Cajamarca, en el norte del Perú. Limita por el norte el río Silaco que desemboca en el río Marañón; por el oeste con el río Llaucano; por el sur con el Distrito de Chimbán y por el esta con el río Marañón

## Historia
El distrito fue creado mediante Ley del 2 de enero de 1857, en el gobierno del Presidente Ramón Castilla.

## Geografía
El distrito de Pion se encuentra ubicado en la zona norte de la provincia de Chota, a 1822 m s. n. m., entre los paralelos, 78°29′15″ de longitud oeste del meridiano de Grenwich, 6°10′30″ de latitud, en la cuenca del Río Silaco, afluente de la cuenca Río Marañón.  La superficie territorial del distrito es de 141,05 km², equivalente a 11,9 hectáreas

### Pisos ecológicos
De acuerdo a su altitud el distrito se encuentra ubicado en el Piso Ecológico Yunga que abarca desde los 500 hasta los 2500 m s. n. m.
Topografía.

### Recurso hídrico
Está formada por las diferentes fuentes de agua, en la que se encuentran los ríos, riachuelos, quebradas. En el distrito de pión encontramos algunos ríos de mayor importancia que vierten sus aguas a otros de mayor extensión; y otros en menor proporción ya que sus aguas se introduce a la superficie terrestre y que de algunos de estos son aprovechados para las actividades de la población. Entre los principales ríos tenemos:
	Río Silaco
	Río Marañón
	Quebrada tinajas

## Capital
Tiene como capital al poblado de Pión.

## Autoridades

### Municipales
- 2011-2014
  - Alcalde: Wilmer Estela Sánchez, del Partido Acción Popular (AP).
  - Regidores: Erlindo Romero Gonzales (AP), Reynerio Navarro Díaz (AP), Walter Guerrero Delgado (AP), Yrene Chávez Baca (AP), Gilmer Cayatopa Becerra (Fuerza Social).[1]

### Religiosas
- Párroco

No hay efectivos Policiales, si existe un local de material de adobe que antes funcionaba.

## Economía
Su población se dedica a la agricultura, así como a la cría de ganado vacuno y ovino.

## Demografía
La población es de 1 847 habitantes (censo 2015), de los cuales un 75% pertenecen a la zona rural.

## Festividades
- 3 de mayo: fiesta de las Cruces en el cementerio y la más concurrida la cruz de Pionorco, celebrado el 30 de mayo.
- 15 de agosto en honor a San Francisco de Asís.
- 4 de septiembre en honor a la Virgen de la Asunción

## Recursos arqueológicos
Existen abundantes pinturas rupestres siendo las más importantes la de Potrerillo.